# Клеменция Катанцаро
Клеменция ди Катандзаро  (итал. Clemenza di Catanzaro; умерла после 1167 года, Калабрия) — графиня ди Катандзаро, сицилийская аристократка, участница заговора против короля Вильгельма I Злого.

## Биография
Клеменция ди Катандзаро родилась в начале XII века в Катандзаро. Она была единственной дочерью и наследницей графа Раймондо ди Катандзаро (умер до 1158) от его супруги Сишельгарды (умерла после 1167). Семья графов ди Катандзаро была одной из самых знатных и богатых семей Калабрии, входивших в то время в состав Сицилийского королевства. Основу благосостояния составлял крупный рогатый скот.
В 1160 году, унаследовав после смерти отца графство Катандзаро, Клеменция стала одной из самых богатых и влиятельных невест в королевстве. Её брак с Маттео Боннеллюс не состоялся, так, как жених, после неудачного заговора против короля Вильгельма I Злого в марте 1161 года, погиб в тюрьме Палермо. Сама Клеменция, также участвовавшая в заговоре, поддерживала заговорщиков до конца. Она укрылась с матерью и рыцарями в своем замке Таверна, чтобы закрыть королю доступ на материк. Вильгельм I Злой захватил замок при втором штурме.
Клеменция, её мать Сишельгарда и два её брата Альферио и Томмазо попали в плен. Альферио казнили там же, в Таверне. Клеменция, Сишельгарда и Томмазо были отправлены в Мессину, где Томмазо повесили. После нескольких лет, проведенных в тюрьме Палермо, Клеменция получила свободу и мужа. Король выдал её замуж за своего человека, магистра юстиции Уго Лупино. Он был назначен коннетаблем в Калабрию.
После смерти Вильгельма I Злого в мае 1166 года королева-регентша Маргарита Наваррская сменила Уго новым канцлером Стефаном дю Перш. Над семьей графов Катандзаро снова нависла опасность, но им сохранили жизнь и владения.

## Семья и дети
В семье Клеменции ди Катандзаро и Уго I Лупино (умер после 1168) родились два сына.
- Уго II Лупино (около 1197), граф Катандзаро и Конверсано.
- Джордано Лупино (1197), казнен императором Генрихом VI.